# 灰颈鹭鸨
灰颈鹭鸨（学名：Ardeotis kori），又称南非大鸨，是生活在非洲的一种大型鸟类，是可飞鸟中最重的一种之一。通常为灰色的身体，头顶为黑色，腿为黄色。

## 特征
成年雄性灰颈鹭鸨平均110厘米长，60-90厘米高，翼展230至275厘米长，重12.4公斤。雌性在地面上筑巢并孵蛋，幼鸟孵出后喂流食。